# Castello di Eltville
Il castello di Eltville (in tedesco: Burg Eltville) è una struttura medievale in stile gotico, situata nella città tedesca di Eltville am Rhein, in Assia.

## Storia
Il castello di Eltville è stato fondato nel 1330 dal vescovo di Magonza Baldovino di Treviri. Il Vescovo aveva un ruolo chiave nella scelta del re del Sacro Romano Impero ed era uno dei religiosi più importanti del tempo, aspirante al ruolo di Papa. Il castello aveva sì funzione difensiva, ma anche funzione propagandistica, in quanto serviva a dimostrare la potenza e la ricchezza della Chiesa. Nel XV secolo, fu eletto vescovo di Magonza Dieter von Isenburg-Büdingen, che non era affatto nelle grazie del Papa. Perciò, in seguito all'elezione a consigliere, da parte di von Büdingen, di un aristocratico scomunicato dal Papa, il Vescovo fu sostituito. Al suo posto ci fu Adolf von Nassau.

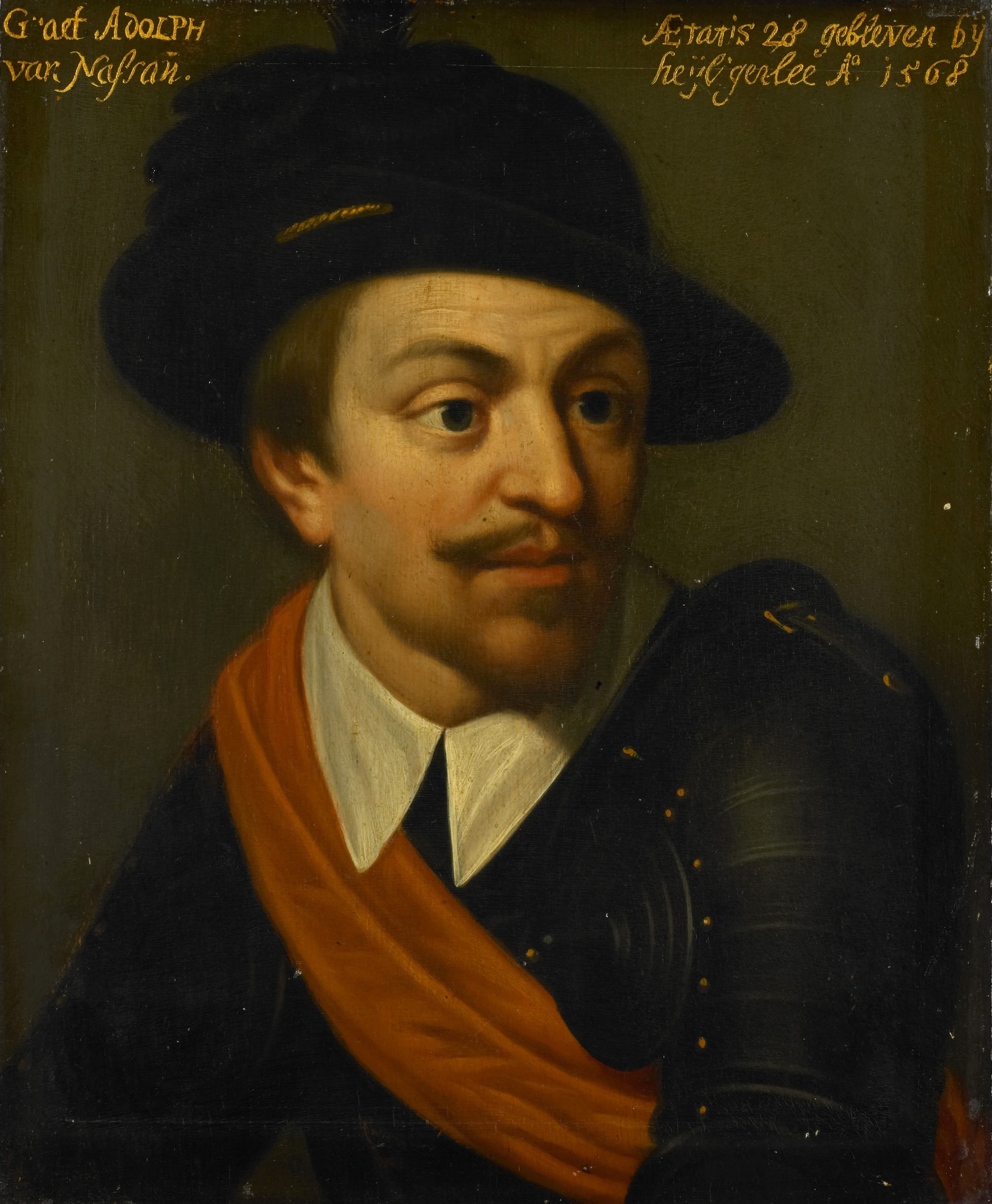
il Vescovo Adolf von Nassau

La sostituzione del vescovo portò ad un conflitto fra i sostenitori del vecchio vescovo von Büdingen e quelli del nuovo vescovo von Nassau. Al termine del conflitto furono espulse circa trecento persone da Magonza, fra cui Johann Gutenberg, che si trasferì nella vicina Eltville am Rhein. In seguito all'arrivo di Gutenberg ad Eltville, fu aperta, nel Castello, dai fratelli Henrich Bechtermünz e Nikölaus Bechtermünz, una stamperia, dove Gutenberg lavorò per molti anni.
In seguito alla vendita delle stampe di Gutenberg, i due Bechtermünze accumularono la somma necessaria per costruire la magnifica torre centrale neogotico,  distrutta, insieme al resto del castello, durante la Guerra dei Trent'Anni. In seguito fu ricostruita solo la torre.

## Architettura
In origine, il castello era costituito dalla torre centrale e dalle poderose mura di difesa, distrutte, insieme al mastio, nel 1635, durante la Guerra dei Trent'Anni.

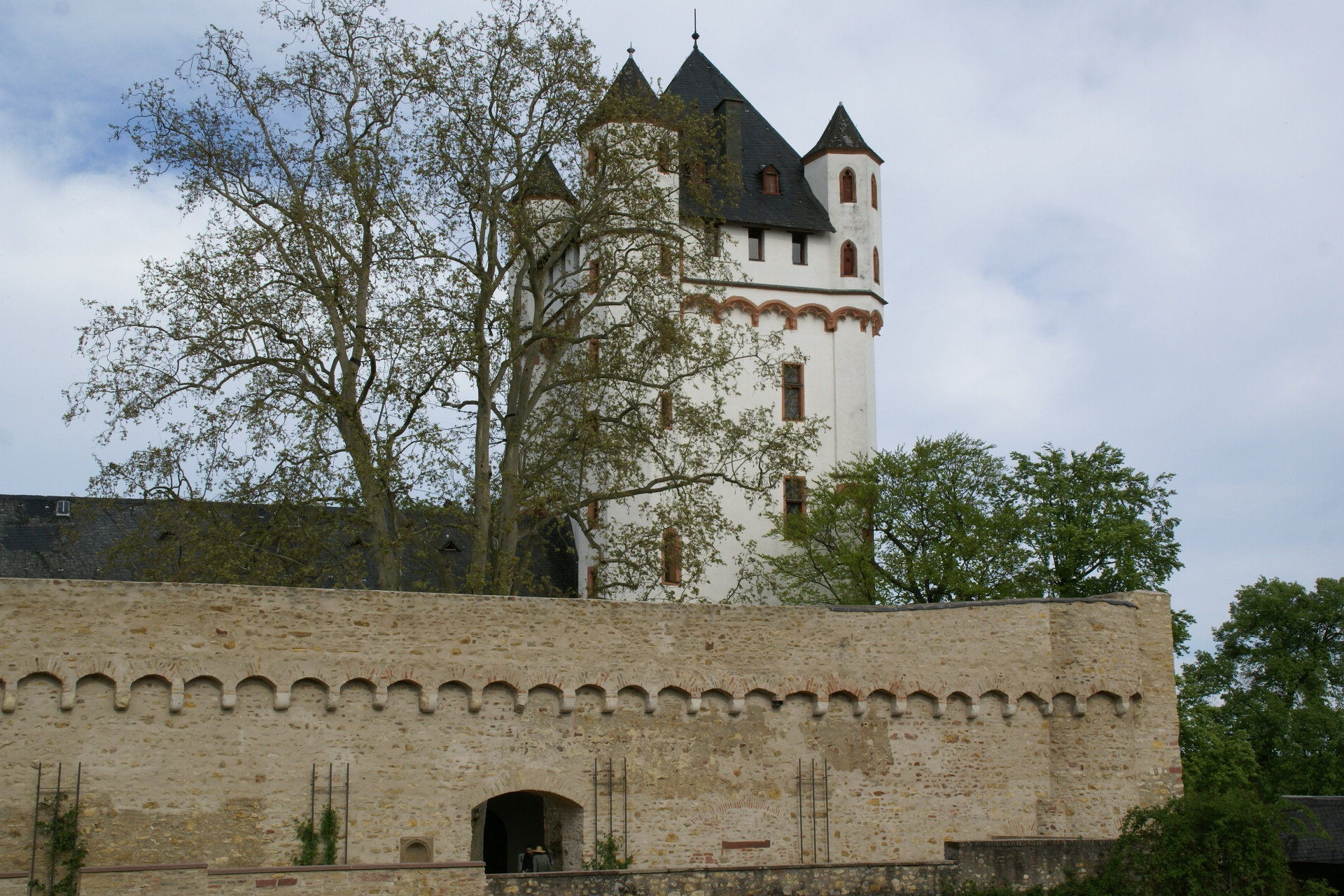
Ricostruzione delle vecchie mura di cinta dello Schloß Eltville

## MuseoGutenberg-Gedenkstätte im Bechtermünzerhäus
In Kirchegasse, proprio di fronte al castello, è situato il Gutenberg-Gedenkstätte im Bechtermünzerhäus Museum (Museo della Stamperia di Gutenberg nella Residenza dei Bechtermünze), che conserva alcune stampe di Johann Gutenberg. Infatti, nella stamperia di Schloß Eltville, furono stampati da Gutemberg alcuni libri per l'insegnamento del latino.